# Robert Beijer
Robert Beijer (Schaarbeek, 19 mei 1952) is een voormalig Belgisch rijkswachter die veroordeeld werd voor een aantal misdrijven, gepleegd in de jaren 80. Hij werd ook genoemd als mogelijke betrokkene bij de Bende van Nijvel, meest recent nog in 2023 toen hij in Thailand opgepakt werd om over de zaak verhoord te worden.

## Levensloop

### Afkomst
Robert (“Bob”) Beijer is een Franstalige Brusselaar. Beijers moeder is afkomstig uit Duitstalig Oost-België en was secretaresse bij een Brusselse  verzekeringsmaatschappij toen Robert geboren werd. Beijers biologische vader is niet bekend, zijn moeder huwde enkele jaren na de geboorte van haar zoon met een vishandelaar, die Robert adopteerde en aan wie hij zijn familienaam te danken heeft.
Na zijn middelbare school op internaat begint Beijer studies handelsingenieur aan het Institut Solvay van de ULB, maar stopt tijdens het tweede jaar.

### De rijkswacht
In 1974 gaat Beijer in dienst bij de rijkswacht, destijds een militaire politiedienst die net als de Franse gendarmerie onder het ministerie van Defensie valt. Aanvankelijk werkt Beijer bij een Brusselse rijkswachtbrigade. Zijn eerste opsporingswerk is onderzoek naar drugssmokkel, waarvoor hij enkele keren naar het Nationale Drugsbureau/Bureau National des Drogues wordt gedetacheerd, een pas opgericht elitekorps in de strijd tegen drugshandel.
In die periode experimenteerden Belgische politiediensten met nieuwe opsporingstechnieken om drugshandel te bestrijden, naar het voorbeeld van het toen pas opgerichte Amerikaanse Drugs Enforcement Agency: infiltratie, gecontroleerde drugstransacties om handelsnetwerken op te sporen enz. Met deze technieken ging men veel verder dan wat in de Belgische recherche gangbaar was. De nieuwe methoden leidden ertoe dat politieagenten met medeweten van hun oversten zelf in de drugshandel terechtkwamen. Deze praktijken kwamen aan het licht tijdens het ophefmakende proces in 1980 tegen het hoofd van het Nationaal Drugsbureau, rijkswachtcommandant Leon François.
Beijer wordt in 1977 echter gepromoveerd van zijn lokale Brusselse rijkswachtbrigade naar de opsporingsdienst van de rijkswacht, de bewakings- en opsporingsbrigade (BOB), eerst kort op de afdeling inlichtingenverzameling en uiteindelijk bij de drugsafdeling. Vanaf dit moment werkt hij samen met Madani Bouhouche, een collega die samen met hem bij de rijkswacht in dienst gegaan is.
Binnen de drugsafdeling van de rijkswacht bestond rivaliteit tussen verschillende teams. Naar aanleiding daarvan luistert Beijer samen met Bouhouche een aantal collega's af. Als dit aan het licht komt, wordt Beijer door zijn superieuren overgeplaatst naar de afdeling inlichtingen van de BOB. Korte tijd later besluit de rijkswachttop drastischer maatregelen te nemen en ze plaatsen hem en Bouhouche van de BOB over naar verschillende lokale brigades in Brussel, met conventioneel politiewerk in uniform. Naar Beijers eigen bewering was dit te wijten aan Bouhouches banden met extreemrechtse kringen. Die zouden de rijkswacht in verlegenheid gebracht hebben, zodat men de afluisterzaak aangreep om Bouhouche uit de BOB te verwijderen, en met hem Beijer, als betrokkene bij die zaak.

### Als privédetective
Ontevreden met deze overplaatsing nemen zowel Robert Beijer als Bouhouche ontslag uit de rijkswacht en starten op 1 april 1983 een privédetectivebureau op: Agence des Recherches et des Informations (ARI). Het bureau neemt alle mogelijke inlichtingenwerk aan, zowel voor bedrijven als voor privézaken van vooraanstaanden in het Brusselse. Door het gebruik van halflegale of illegale methodes die Beijer en Bouhouche hadden leren kennen bij de rijkswacht, maar ook door een beroep te doen op een uitgebreid informeel netwerk van informanten in het criminele milieu en bij politiediensten, kon het bureau snel en veel successen boeken. Volgens Beijers eigen verklaringen tijdens zijn proces zou ARI ook opdrachten van de Belgische Staatsveiligheid hebben gekregen. De beroepsmatige samenwerking met Bouhouche stopt als die op 1 oktober 1984 ARI verlaat.

### Gerechtelijk onderzoek
Beijer krijgt voor de eerste keer met huiszoekingen en politieverhoren te maken begin 1986 na de moord op Juan Mendez, vertegenwoordiger bij de Belgische wapenfabrikant FN in Herstal en wapenverzamelaar. Een van de hoofdverdachten in deze moordzaak is Madani Bouhouche. Omdat hij zowel bij de rijkswacht als daarna vaak met Bouhouche heeft samengewerkt, komt ook Beijer in het vizier van het gerecht. 
Wat later komt aan het licht dat Beijer als privédetective telefoons afluisterde en hij wordt een eerste keer aangehouden in de herfst van 1987, maar komt korte tijd later weer vrij dankzij bekentenissen over een netwerk van garages die hij en Bouhouche huurden onder valse naam voor verschillende zaken.
Het onderzoek naar de moord op Mendez heeft zich ondertussen uitgebreid naar een reeks andere misdrijven in de jaren 80 waarvan Bouhouche, maar ook Beijer, verdacht wordt. Al die tijd blijft Beijer op vrije voeten. Dat verandert als de vrouw van Bouhouche de politie vertelt dat ze een pistool bewaart in een pot ingevroren spaghettisaus en dat Beijer het bij haar in bewaring gegeven heeft voor een actie om Bouhouche uit de gevangenis te bevrijden. De onderzoekers nemen aan dat het gebruikt is bij een van de overvallen van de Bende van Nijvel. Tegen Beijer wordt een internationaal aanhoudingsbevel uitgevaardigd, o.a. wegens bendevorming.
Beijer verblijft op dat ogenblik in Spanje. Hij keert op eigen houtje terug naar België, organiseert een persconferentie in zijn eigen woning, ontsnapt aan de politie en gaat zich enkele dagen later in het gezelschap van zijn advocaat persoonlijk aangeven bij de onderzoeksrechter in Nijvel die belast is met de moordzaak-Mendez.
Na 8 maanden voorarrest laat het gerecht Beijer in augustus 1988 opnieuw voorlopig vrij, en enkele maanden later ook Bouhouche. Beijer hervat zijn privédetectivewerk. Op 2 september 1989 gaat hij samen met Bouhouche naar Antwerpen om een Libanese diamanthandelaar op te zoeken, om verder nog steeds onduidelijke redenen. Ze stuiten op een overmacht en het komt tot een gevecht waarbij de diamanthandelaar door een kogel uit het pistool van Bouhouche om het leven komt. Ook Beijer raakt gewond.

### Vlucht
Beijer slaat na de aanslag onmiddellijk op de vlucht. Via Spanje belandt hij in Paraguay, dan in Brazilië en ten slotte in Azië, eerst Vietnam en daarna Thailand, waar hij een tijdlang onder een valse identiteit leeft. In januari 1991 arresteert de Thaise politie Beijer in samenwerking met Interpol. Omdat het gebruik van een vals paspoort strafbaar is in Thailand, moet hij eerst een straf in Thailand uitzitten. Pas eind augustus 1991 wordt Beijer uitgeleverd aan België.

### Proces
Op 5 september 1994 start het proces tegen Robert Beijer en Madani Bouhouche voor het Hof van assisen van Brabant. Het zal meer dan 5 maanden duren, tot het vonnis op 14 februari 1995, en het is daarmee het langste assisenproces uit de Belgische geschiedenis. Beijer wordt veroordeeld tot 14 jaar gevangenis voor zijn betrokkenheid bij de moord op de Libanese diamanthandelaar, zijn heling, illegale wapendracht en nog enkele andere kleinere misdrijven.
Het onderzoek en het proces gingen echter uitgebreid in op nog een hele reeks andere feiten, o.a. een bomaanslag tegen rijkswachtvoertuigen en de aanslag met automatische geweren op een rijkswachtcommandant in 1981, de diefstal van speciale wapenuitrusting bij de speciale anti-terreureenheid van de rijkswacht in 1982 en de wapendiefstal bij en de moord op Juan Mendez. Beijer noch Bouhouche zijn hiervoor schuldig bevonden en de misdaden blijven tot op heden juridisch onopgelost.
Beijer werd geregeld genoemd als mogelijk lid van de Bende van Nijvel. Hij is hier echter nooit officieel voor in verdenking gesteld en heeft elke betrokkenheid altijd ontkend.
In december 1999 komt Beijer voorwaardelijk vrij en hij verblijft sindsdien in Thailand. Hij heeft enkele keren deals voorgesteld om informatie te geven over onopgehelderde misdaden, zoals de moord op veiligheidsagent Francis Zwarts of over de Bende van Nijvel, in ruil voor strafvermindering of een nieuwe identiteit, maar het gerecht is hier nooit op ingegaan.

## Autobiografie
In februari 2010 publiceert Beijer het boek Le dernier mensonge, een autobiografie waarin hij zijn leven vertelt vanaf zijn vroege kinderjaren tot en met zijn uitlevering aan België in 1991. Hierin zegt hij dat hij in opdracht gewerkt heeft van de geheime inlichtingendienst van het leger van de Sovjet-Unie, en dit uit idealisme. Dit had hij ook al vroeger verklaard. Journalisten en waarnemers beschouwen deze uitleg als ongeloofwaardig omdat Beijer geen enkele concrete aanwijzing geeft over wie hem welke opdrachten gaf of waarom.
Het boek bevat nauwelijks nieuwe onthullingen (veel is al bekend uit het gerechtelijk onderzoek en zijn assisenproces). Toch is het zeer opvallend dat Beijer vrijuit en gedetailleerd beschrijft hoe hij bij bepaalde misdaden betrokken was of er zelfs het brein van was (zo onder meer de overval op een waardetransport op de luchthaven van Zaventem, waarbij naar Beijers relaas Bouhouche een veiligheidsagent doodde).
Beijer zelf heeft zijn handelen meermaals omschreven als dat van iemand die men in het Engels spook of in het Frans barbouze noemt: iemand die getraind is in bijzondere misdaadtechnieken en inlichtingenwerk en die in los dienstverband opdrachten uitvoert voor geheime diensten en andere (privé)opdrachtgevers.